# St. Michael (Pinneberg)

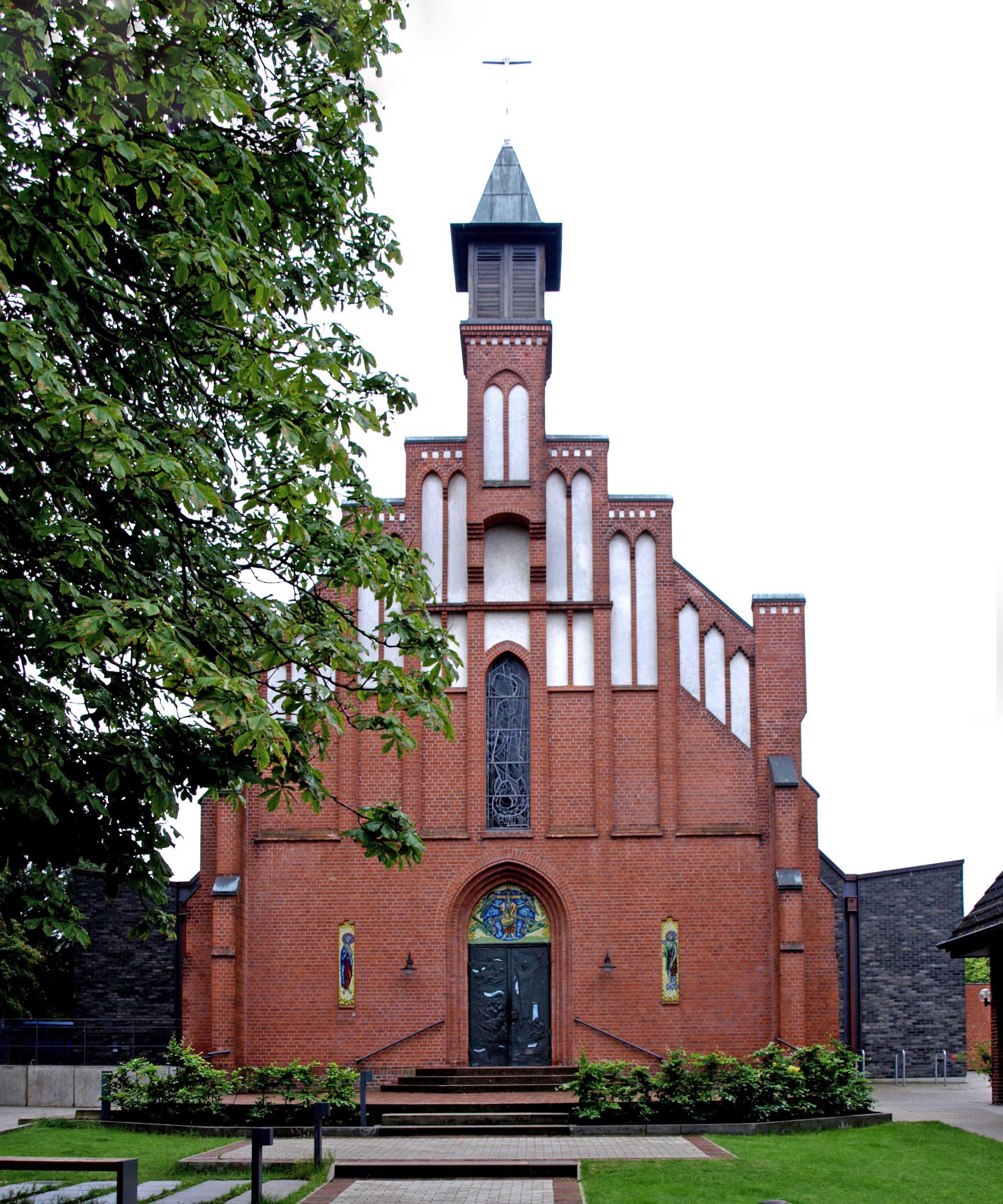
St.-Michael-Kirche

Sankt Michael ist die römisch-katholische Kirche in Pinneberg, der Kreisstadt des Kreises Pinneberg in Schleswig-Holstein. Das nach dem Erzengel Michael benannte Gotteshaus ist eine Filialkirche der Pfarrei Hl. Martin mit Sitz in Elmshorn im Erzbistum Hamburg. Das Gebäude war bis 2015 als Baudenkmal ausgewiesen.

## Geschichte
Pinneberg, das damals zur Grafschaft Holstein-Pinneberg gehörte und kirchlich dem Erzbistum Bremen unterstand, wurde im 16. Jahrhundert durch die Reformation lutherisch.
Nachdem sich wieder Katholiken in Pinneberg niedergelassen hatten, wurden sie durch Geistliche der St.-Joseph-Kirche in Altona betreut.
Um 1900 wurde in Pinneberg eine katholische Gemeinde gegründet, 1906 die St.-Michael-Kirche erbaut. Pinneberg gehörte damals zur Apostolischen Präfektur Schleswig-Holstein. Am Zweiten Weihnachtsfeiertag 1906 erfolgte die Einweihung der St.-Michael-Kirche.
Im Zuge der Flucht und Vertreibung Deutscher aus Mittel- und Osteuropa 1945–1950 war die Zahl der Katholiken im Raum Pinneberg so stark angestiegen, dass 1956 im zur Pfarrei Pinneberg gehörenden Halstenbek die Herz-Jesu-Kirche und eine eigene Kirchengemeinde errichtet wurden. Am 1. April 1962 wurde Halstenbek eine selbständige Pfarrei.
Am 1. April 2007 schlossen sich die Pfarreien Pinneberg und Halstenbek zur Pfarrei St. Katharina von Alexandrien (Pinneberg/Halstenbek) zusammen. Die im Süden von Pinneberg gelegene St.-Pius-Kirche wurde 2010 profaniert und abgerissen. Die Pinneberger St.-Michael-Kirche war deswegen bereits von 2008 bis 2009 durch moderne Anbauten erweitert worden.
Zum 1. Januar 2017 wurde durch das Erzbistum Hamburg das Dekanat Itzehoe, zu dem die St.-Michael-Kirche gehörte, aufgelöst und der neugegründeten Region Schleswig-Holstein angeschlossen.
Am 21. Oktober 2018 wurde die heutige Pfarrei Heiliger Martin errichtet, zu der neben der Kirche St. Michael in Pinneberg auch die Kirchen Mariä Himmelfahrt in Elmshorn, Herz Jesu in Halstenbek, Maria Hilfe der Christen in Quickborn, Christkönig in Uetersen und Unbeflecktes Herz Mariens in Wedel gehören. Die Pfarrei Sankt Michael in Pinneberg wurde in diesem Zusammenhang aufgehoben.

## Architektur und Ausstattung
Die Kirche steht auf dem Grundstück Fahltskamp 14, rund 300 Meter von der evangelisch-lutherischen Christuskirche entfernt. Die St.-Michael-Kirche entstand nach Plänen des Architekten Franz Hellenkamp im Baustil der Neugotik.
Die Kirche ist mit einem Satteldach eingedeckt, aus dem Nordgiebel ragt der schlanke kreuzbekrönte Turm heraus. Das Gotteshaus wird durch ein Portal an der Nordseite erschlossen. Über dem Eingangsportal zeigt ein Mosaik Jesus Christus.
Die Orgel wurde vom Unternehmen Emil Hammer Orgelbau 2012 erbaut, dabei wurden Teile der Vorgängerorgel wiederverwendet. Das Instrument verfügt über 13 Register auf zwei Manualwerken und Pedal.
Eine weitere katholische Einrichtung in Pinneberg ist die nahe der Kirche gelegene Kindertagesstätte St. Michael.